# Mouvement laïc au Liban

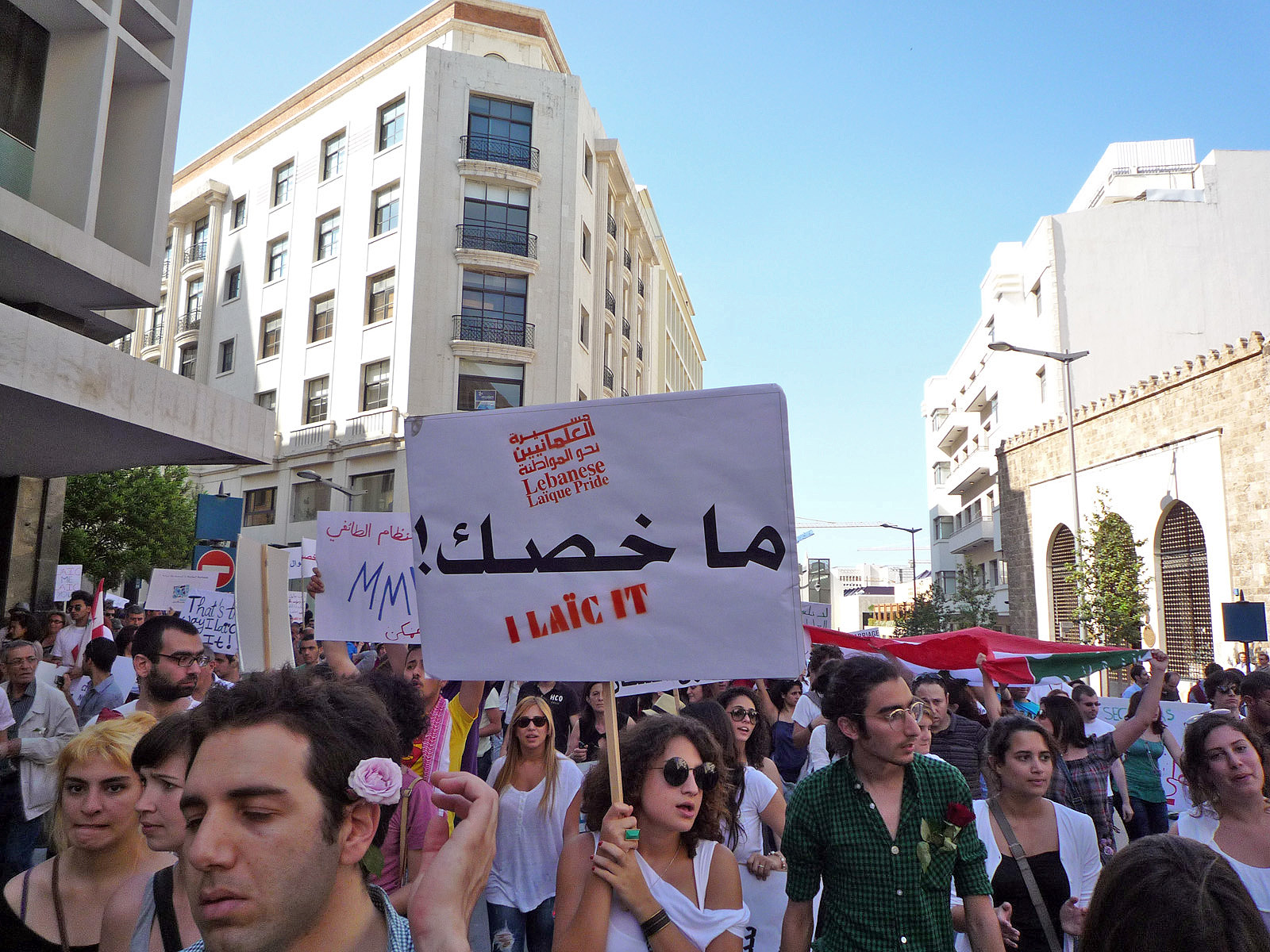
Rassemblement de la Laïque Pride à Beirut

Le mouvement laïc libanais a émergé en réponse au système confessionnel ou sectaire profondément enraciné dans la gouvernance et la politique libanais, où les mandats des hauts fonctionnaires de l'Etat tels que le premier ministre, le président de la république ou encore le président du parlement, ne peuvent être attribués qu'à des confessions spécifiques. Ce mouvement, qui prend de l'ampleur depuis le 21e siècle, plaide pour une transition vers une sécularisation de l'État.

## Historique

Affiche de la marche pour la laïcité lors du soulèvement au Liban, 2019. Les hashtags se lisent Lebanon Rises Up, et All of Them Means All of Them, en référence à la classe politique.

Affiche de la Laïque Pride, marche pour la laïcité

### 2010
En 2010, la première Laïque Pride s'est déroulée. Elle a compté plus de 5000 personnes, y compris des personnalités populaires, marchant de la côte au Parlement afin de faire valoir une série de revendications en lien avec la sécularisation. Une série de slogans ont fait surface comme "Queers for secularism" (Queers pour la laïcité), "Say yes to Civil Marriage and No to Civil War" (Dites oui au marriage civil, non à la guerre civile), "Secularism? I Laïque it" (Laïcité ? J'aime ça), “What is my sect? None of your business!” (Quelle est ma secte (confession) ? Cela ne vous regarde pas!") ou encore “I want to be President of the Republic. Should I convert to Chrisitanity?" (J'ai envie d'être président de la République. Devrais-je me convertir au Christianisme ?).

### 2011
Au cours des années suivantes, la Laïque Pride a poursuivi ses efforts de sensibilisation et de revendications. En février 2011, des centaines de manifestants se sont rassemblés à Beyrouth lors d'une marche de la Laïque Pride, appelant à une réforme du système politique confessionnel du pays. Au même moment, un sit-in pacifique a eu lieu à Saïda. Lors d'une marche en mai 2012 à laquelle 600 personnes ont participé, la Fierté laïque a formulé six demandes, quatre concernant les droits des femmes et deux la liberté des médias. Des clubs d'étudiants laïques de l'Université Saint-Joseph (USJ), de l'Académie libanaise des beaux-arts (ALBA) et de l'Université américaine de Beyrouth (AUB) ont également participé à la marche.

### 2019
Près d'une décennie après la première marche des fiertés laïques, lors du soulèvement d'octobre 2019, un groupe d'organisateurs a planifié une « Marche pour la laïcité », s'inspirant des marches des fiertés laïques organisées entre 2010 et 2013. En 2019 également, Kafa, une ONG axée sur la lutte contre les violences domestiques, a présenté au Parlement Libanais un projet de loi complet et obligatoire sur le statut personnel civil, destiné à être débattu dans la Chambre. Ce projet de loi visait à retirer le pouvoir juridique d'application civile des instances religieuses et sectaires. Selon la vision de Kafa, une seule loi régirait le mariage, le divorce, la garde des enfants, l'adoption et l'héritage pour tous les Libanais.